# Musashi Oyama
Musashi Oyama (大山 武蔵 Oyama Musashi?), född 11 september 1998 i Hokkaido prefektur, är en japansk fotbollsspelare.
Oyama började sin karriär 2017 i Cerezo Osaka.